# Netelia aestiva
Netelia aestiva là một loài tò vò trong họ Ichneumonidae.